# Puma pumoides
Puma pumoides je vyhynulý druh pumy pravděpodobně žijící v období pliocénu (3–2,5 Ma), kterou v roce 1956 popsal argentický paleontolog Alfredo Castellanos původně pod vědeckým jménem Felis pumoides. Castellanos vykopal její nekompletní fosilní pozůstatky v údolí Reartes v provincii Córdoba v Argentině. Šlo o části z horní čelisti, orbitální části čelní kosti, části dolní čelisti, stehenní kosti, bederního obratle a některé pažní kosti, holenní kosti, loketní nebo vřetenní kosti. Vzhledem k podobnosti těchto částí holotypu s jaguarundim byl předběžně zařazen do rodu Puma.